# Oskar Hes
Oskar Hes (* 26. prosince 1998 Praha) je český herec a vítěz 13. řady televizní taneční soutěže StarDance …když hvězdy tančí.

## Kariéra
Od svých devíti do dvanácti let hrál dětské role v muzikálech Carmen, Polská krev nebo Golem. Studovat chtěl hudebně dramatický obor na Pražské konzervatoři, ale neuspěl u přijímacích zkoušek. Místo toho nastoupil na Konzervatoř Jaroslava Ježka na obor muzikál, který v roce 2020 absolvoval. Od stejného roku je členem Švandova divadla. Jeho první větší rolí byla účast v televizním seriálu Pustina. Objevil se i ve filmu Dukla 61 nebo v seriálu Král Šumavy, kde ztvárnil hlavní úlohu. Zahrál si i roli Josefa Mašína ve filmu Bratři, u níž získal nominaci na Českého lva v kategorii nejlepší herec v hlavní roli. Ocenění nakonec nezískal, když ho předčil Kryštof Hádek za roli v seriálu Volha.
V roce 2024 se účastnil 13. řady taneční televizní soutěže StarDance …když hvězdy tančí, kterou spolu s Kateřinou Bartuněk Hrstkovou vyhrál.

## Osobní život
Jeho rodiči jsou choreograf Richard Hes a tanečnice Marcela Karleszová. Má dvojče Olivera, vyučeného truhláře a strojního zámečníka.

## Filmografie
- Pustina (2016) – TV seriál
- Specialisté (2018, 2021) – TV seriál
- Rédl (2018) – TV seriál
- Haunted (2018, 2019) – TV seriál
- Dukla 61 (2018) – TV film
- Bábovky (2020)
- Anatomie zrady (2020) – TV film
- Božena (2021) – TV seriál
- Zátopek (2021)
- Spící město (2021)
- Město (2021)
- Případy 1. oddělení (2022) – TV seriál
- Pozadí událostí (2022) – TV seriál
- Král Šumavy: Fantom temného kraje (2022) – TV seriál
- Prezidentka (2022)
- Po čem muži touží 2 (2022)
- Iveta (2023) – TV seriál
- Kriminálka Anděl (2023) – TV seriál
- O malých věcech (2023)
- Bratři (2023)